# Helius fenestratus
Helius fenestratus är en tvåvingeart som beskrevs av Alexander 1973. Helius fenestratus ingår i släktet Helius och familjen småharkrankar. Inga underarter finns listade i Catalogue of Life.